# Zaragoza, San Luis Potosí
Zaragoza là một đô thị thuộc bang San Luis Potosí, México. Năm 2005, dân số của đô thị này là 22425 người.